# Mosset
Mosset  est une commune française, située dans le centre du département des Pyrénées-Orientales en région Occitanie. Ses habitants sont appelés les Mossetans. Sur le plan historique et culturel, la commune est dans le pays de Conflent, correspondant à l'ensemble des vallées pyrénéennes qui « confluent » avec le lit creusé par la Têt entre Mont-Louis et Rodès.
Exposée à un climat océanique altéré, elle est drainée par la Castellane et par divers autres petits cours d'eau. Incluse dans le parc naturel régional des Pyrénées catalanes, la commune possède un patrimoine naturel remarquable : deux sites Natura 2000 (le « massif du Madres-Coronat » et le « massif de Madres-Coronat ») et onze zones naturelles d'intérêt écologique, faunistique et floristique.
Mosset est une commune rurale qui compte 313 habitants en 2022, après avoir connu un pic de population de 1 333 habitants en 1836. Elle fait partie de l'aire d'attraction de Prades. Ses habitants sont appelés les Mossetans ou  Mossetanes.

## Géographie

### Localisation
La commune de Mosset se trouve dans le département des Pyrénées-Orientales, en région Occitanie.
Elle se situe à 45 km à vol d'oiseau de Perpignan, préfecture du département, et à 8 km de Prades, sous-préfecture.
Les communes les plus proches sont : 
Campôme (3,0 km), Molitg-les-Bains (3,7 km), Urbanya (4,8 km), Conat (6,1 km), Nohèdes (7,0 km), Catllar (7,2 km), Rabouillet (7,8 km), Ria-Sirach (7,9 km).
Sur le plan historique et culturel, Mosset fait partie de la région de Conflent, héritière de l'ancien comté de Conflent et de la viguerie de Conflent. Ce pays correspond à l'ensemble des vallées pyrénéennes qui « confluent » avec le lit creusé par la Têt entre Mont-Louis, porte de la Cerdagne, et Rodès, aux abords de la plaine du Roussillon.

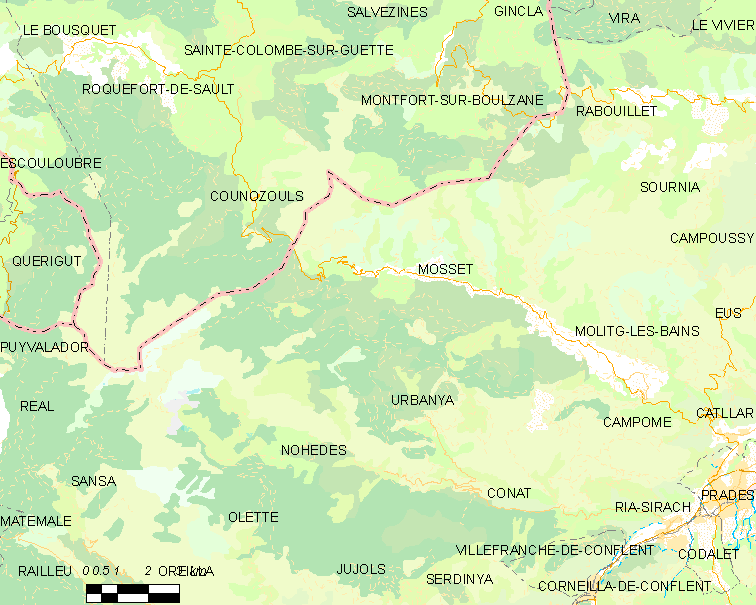
Situation de la commune.

| Counozouls (Aude)  | Montfort-sur-Boulzane (Aude) | Rabouillet, Sournia |
| Le Bousquet (Aude) | Mosset                       | Molitg-les-Bains    |
| Sansa, Nohèdes     | Urbanya, Conat               | Campôme, Ria-Sirach |

### Géologie et relief
Située en versant du massif du Madrès et en contrebas du col de Jau, la commune est classée en zone de sismicité 3, correspondant à une sismicité modérée.

### Hydrographie
La Castellane prend sa source sur le territoire communal qu'elle a façonné et sur lequel elle est complétée par un réseau d'irrigation gravitaire fondamental pour l'arboriculture fruitière.

### Climat
Pour des articles plus généraux, voir Climat de l'Occitanie et Climat des Pyrénées-Orientales.
En 2010, le climat de la commune est de type climat méditerranéen altéré, selon une étude du CNRS s'appuyant sur une série de données couvrant la période 1971-2000. En 2020, Météo-France publie une typologie des climats de la France métropolitaine dans laquelle la commune est exposée à un climat de montagne ou de marges de montagne et est dans la région climatique Pyrénées orientales, caractérisée par une faible pluviométrie, un très bon ensoleillement (2 600 h/an), un air sec, particulièrement en hiver et peu de brouillards.
Pour la période 1971-2000, la température annuelle moyenne est de 11,6 °C, avec une amplitude thermique annuelle de 14,6 °C. Le cumul annuel moyen de précipitations est de 896 mm, avec 7,3 jours de précipitations en janvier et 5,1 jours en juillet. Pour la période 1991-2020, la température moyenne annuelle observée sur la station météorologique la plus proche, située sur la commune d'Eus à 9 km à vol d'oiseau, est de 13,6 °C et le cumul annuel moyen de précipitations est de 539,8 mm,. Pour l'avenir, les paramètres climatiques de la commune estimés pour 2050 selon différents scénarios d'émission de gaz à effet de serre sont consultables sur un site dédié publié par Météo-France en novembre 2022.

### Milieux naturels et biodiversité

#### Espaces protégés
La protection réglementaire est le mode d’intervention le plus fort pour préserver des espaces naturels remarquables et leur biodiversité associée,.
Un  espace protégé est présent sur la commune : 
le parc naturel régional des Pyrénées catalanes, créé en 2004 et d'une superficie de 139 062 ha, qui s'étend sur 66 communes du département. Ce territoire s'étage des fonds maraîchers et fruitiers des vallées de basse altitude aux plus hauts sommets des Pyrénées-Orientales en passant par les grands massifs de garrigue et de forêt méditerranéenne,.

#### Réseau Natura 2000

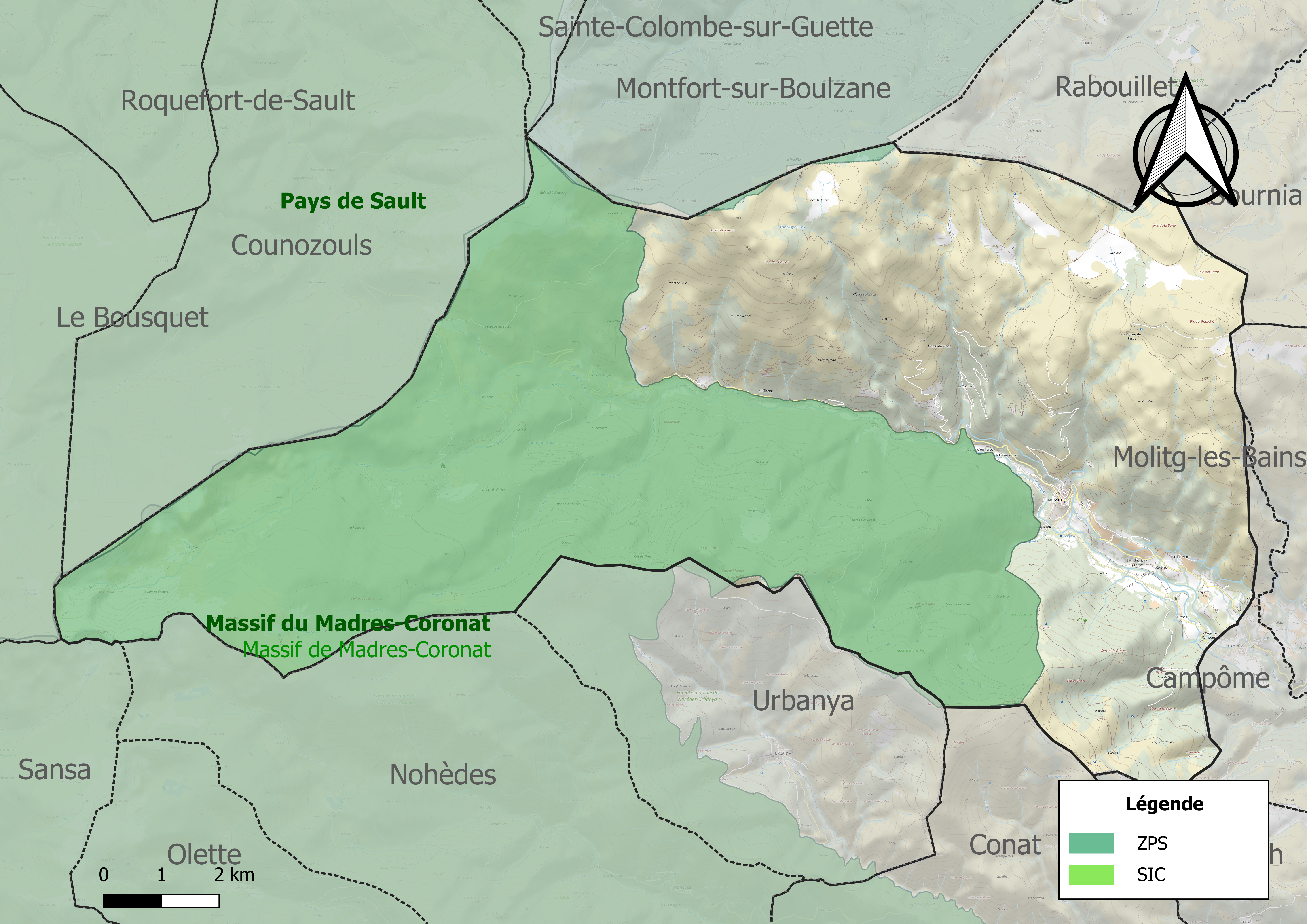
Site Natura 2000 sur le territoire communal.

Le réseau Natura 2000 est un réseau écologique européen de sites naturels d'intérêt écologique élaboré à partir des directives habitats et oiseaux, constitué de zones spéciales de conservation (ZSC) et de zones de protection spéciale (ZPS).
Un site Natura 2000 a été défini sur la commune au titre de la directive habitats.
- le « massif de Madres-Coronat », d'une superficie de 21 363 ha, offre une multitude de faciès de végétation avec aussi bien des garrigues supra-méditerranéennes, des pinèdes à Pin sylvestre ou à Pin à crochet, que des hêtraies pures ou des hêtraies-sapinières, des landes à Genêt purgatif ou à Rhododendron, ou encore des pelouses alpines[19] et  au titre de la directive oiseaux[18]
- le « massif du Madres-Coronat », d'une superficie de 21 396 ha, présente un fort intérêt écologique pour 17 espèces inscrites à l'annexe I de la directive oiseaux, dont le Gypaète barbu[20].

#### Zones naturelles d'intérêt écologique, faunistique et floristique
L’inventaire des zones naturelles d'intérêt écologique, faunistique et floristique (ZNIEFF) a pour objectif de réaliser une couverture des zones les plus intéressantes sur le plan écologique, essentiellement dans la perspective d’améliorer la connaissance du patrimoine naturel national et de fournir aux différents décideurs un outil d’aide à la prise en compte de l’environnement dans l’aménagement du territoire.
Sept ZNIEFF de type 1 sont recensées sur la commune :
- le « Flanc nord du Madres » (664 ha), couvrant 4 communes dont trois dans l'Aude et une dans les Pyrénées-Orientales[22] ;
- la « forêt de Salvanère et bois de l'Orri » (1 008 ha), couvrant 2 communes dont une dans l'Aude et une dans les Pyrénées-Orientales[23] ;
- la « Haute vallée de la Casteillane » (391 ha), couvrant 2 communes dont une dans l'Aude et une dans les Pyrénées-Orientales[24] ;
- la « Haute vallée de Nohèdes » (2 916 ha), couvrant 4 communes du département[25] ;
- le « pic Dourmidou et serre d'Escales » (1 248 ha), couvrant 4 communes dont trois dans l'Aude et une dans les Pyrénées-Orientales[26] ;
- le « pic et bois de la Rouquette » (501 ha), couvrant 2 communes du département[27] ;
- les « Pla des gourgs et Clos Rodon » (215 ha), couvrant 4 communes du département[28] ;

et quatre ZNIEFF de type 2, : 
- le « massif du Dourmidou et forêt de Salvanère » (5 368 ha), couvrant 5 communes dont trois dans l'Aude et deux dans les Pyrénées-Orientales[29] ;
- le « massif du Fenouillèdes » (34 157 ha), couvrant 40 communes dont une dans l'Aude et 39 dans les Pyrénées-Orientales[30] ;
- le « massif du Madres » (8 031 ha), couvrant 10 communes dont quatre dans l'Aude et six dans les Pyrénées-Orientales[31];
- le « versant sud du massif du Madres » (27 267 ha), couvrant 27 communes du département[32].

Carte des ZNIEFF de type 1 et 2 à Mosset.
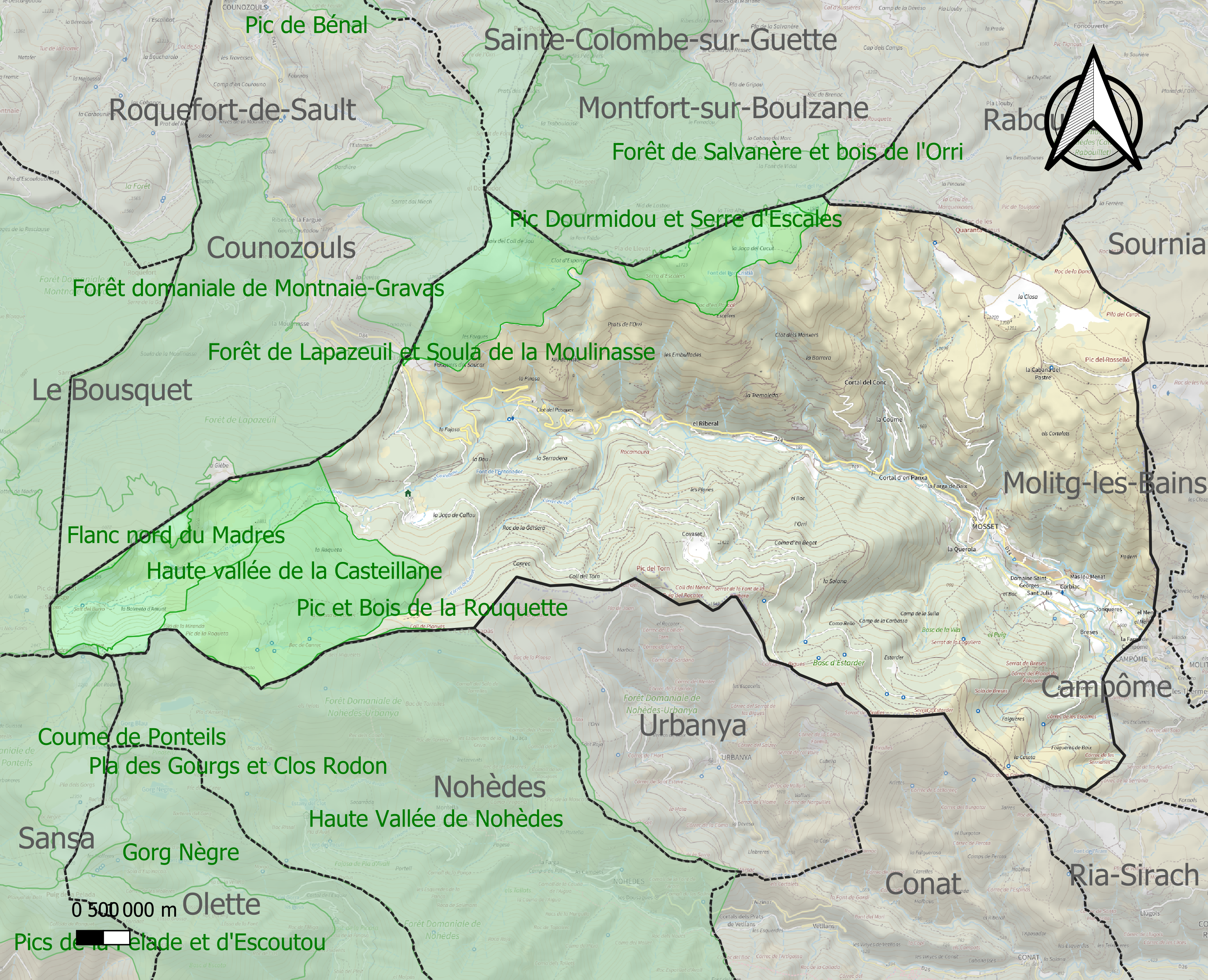
Carte des ZNIEFF de type 1 sur la commune.
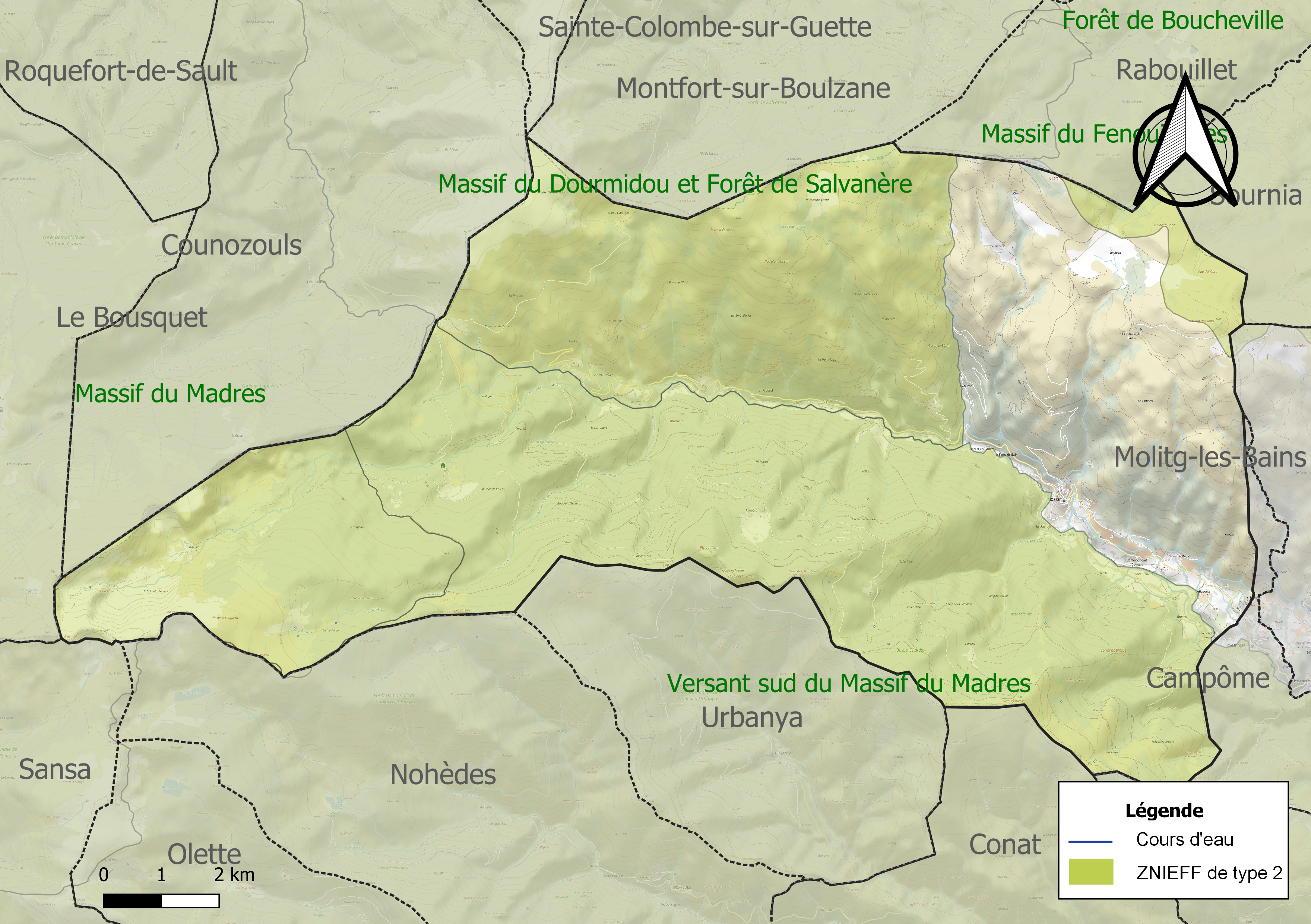
Carte des ZNIEFF de type 2 sur la commune.

## Urbanisme

### Typologie
Au 1er janvier 2024, Mosset est catégorisée commune rurale à habitat dispersé, selon la nouvelle grille communale de densité à sept niveaux définie par l'Insee en 2022.
Elle est située hors unité urbaine. Par ailleurs la commune fait partie de l'aire d'attraction de Prades, dont elle est une commune de la couronne,. Cette aire, qui regroupe 26 communes, est catégorisée dans les aires de moins de 50 000 habitants,.

### Occupation des sols
L'occupation des sols de la commune, telle qu'elle ressort de la base de données européenne d’occupation biophysique des sols Corine Land Cover (CLC), est marquée par l'importance des forêts et milieux semi-naturels (94,5 % en 2018), une proportion sensiblement équivalente à celle de 1990 (94,2 %). La répartition détaillée en 2018 est la suivante : 
forêts (46,5 %), milieux à végétation arbustive et/ou herbacée (46,2 %), zones agricoles hétérogènes (4,9 %), espaces ouverts, sans ou avec peu de végétation (1,8 %), prairies (0,5 %). L'évolution de l’occupation des sols de la commune et de ses infrastructures peut être observée sur les différentes représentations cartographiques du territoire : la carte de Cassini (XVIIIe siècle), la carte d'état-major (1820-1866) et les cartes ou photos aériennes de l'IGN pour la période actuelle (1950 à aujourd'hui).

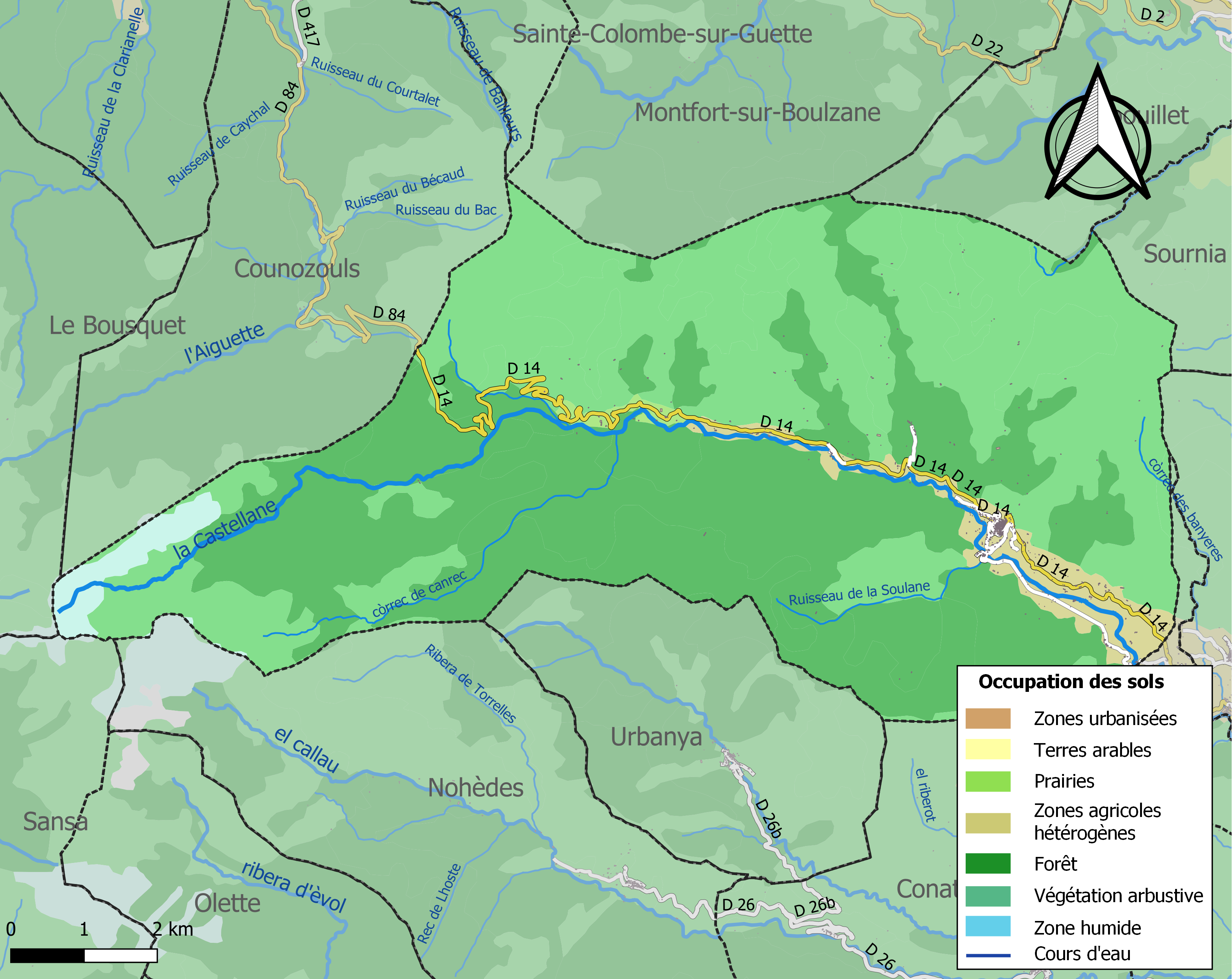
Carte des infrastructures et de l'occupation des sols de la commune en 2018 (CLC).

### Voies de communication et transports
La route départementale 14, ancienne route nationale, traverse la commune en longeant la Castellane pour ensuite aboutir au col de Jau.
La ligne 523 du réseau régional liO relie la commune à Prades.

### Risques majeurs
Le territoire de la commune de Mosset est vulnérable à différents aléas naturels : inondations, climatiques (grand froid ou canicule), feux de forêts, mouvements de terrains, avalanche  et séisme (sismicité modérée). Il est également exposé à un risque particulier, le risque radon,.

#### Risques naturels

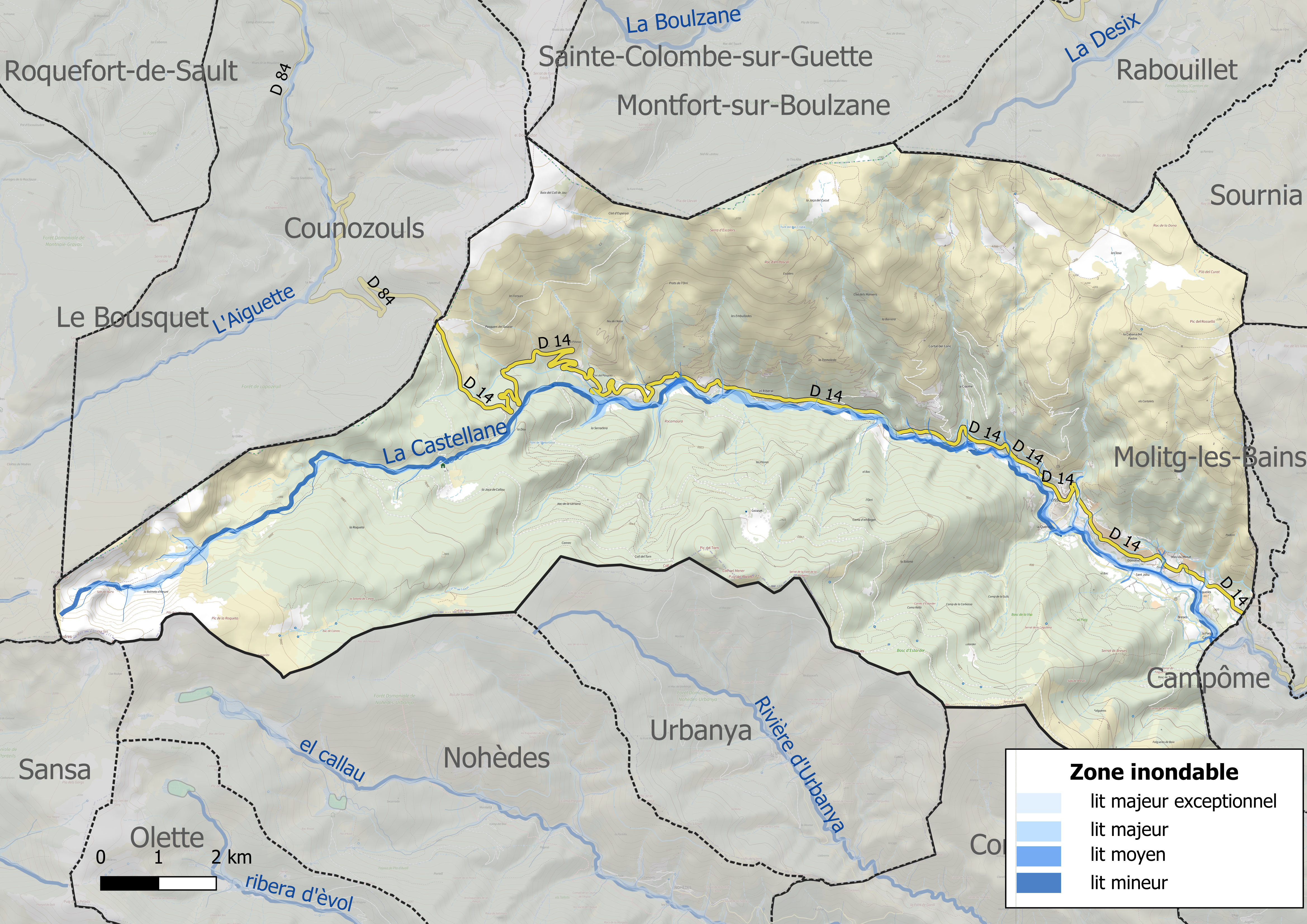
Zones inondables de la commune de Mosset.

Certaines parties du territoire communal sont susceptibles d’être affectées par le risque d’inondation par crue torrentielle de cours d'eau du bassin de la Têt.
Les mouvements de terrains susceptibles de se produire sur la commune sont soit des glissements de terrains, soit des chutes de blocs, soit des effondrements liés à des cavités souterraines. L'inventaire national des cavités souterraines permet par ailleurs de localiser celles situées sur la commune

#### Risque particulier
Dans plusieurs parties du territoire national, le radon, accumulé dans certains logements ou autres locaux, peut constituer une source significative d’exposition de la population aux rayonnements ionisants. Toutes les communes du département sont concernées par le risque radon à un niveau plus ou moins élevé. Selon la classification de 2018, la commune de Mosset est classée en zone 3, à savoir zone à potentiel radon significatif.

## Toponymie
Le nom de la commune est Mosset, en français comme en catalan.

## Histoire
Depuis le traité des Pyrénées de 1659 qui rattache définitivement la Catalogne du Nord à la France, l’Histoire de Mosset se distingue de l’Histoire nationale des autres villages de moyenne montagne du Conflent sur les aspects suivants.
1. Un développement économique et démographique important jusqu’au milieu du XIXe siècle grâce à ses immenses forêts qui fournissent l’énergie nécessaire au traitement du minerai de fer du pic du Canigou et, en corollaire, une population croissante de forestiers, charbonniers, forgerons et voituriers qui, ajoutée à ses agriculteurs, atteint le nombre de 1 350 habitants au milieu du XIXe siècle.
2. Un seul conflit sur son territoire, l’invasion espagnole de 1793 qui ne dure qu’un mois. Une partie des hommes de la localité connaissent ensuite, bien entendu, la conscription et les guerres, soit comme engagés, soit comme remplaçants. L’hécatombe de la Grande Guerre fait 46 morts soit 5 % de la population, le double de ses Morts pour la France au XIXe siècle.
3. Jusqu’en 1789, quelques notables instruits luttent, avec opiniâtreté mais sans succès, contre le pouvoir seigneurial et les privilèges locaux des d’Aguilar, tant sur le plan administratif que sur le plan économique. Avec la Révolution, ils peuvent éliminer ce pouvoir et s’emparer des biens des anciens barons. Seuls la forêt et les vacants restent la propriété des descendants des d’Aguilar. Mais ce bien est grevé d’une servitude essentielle : les habitants de Mosset ont le droit de prélever dans la forêt le bois nécessaire au chauffage et à la construction de leurs maisons. Cette forme de copropriété donne lieu à de nombreux conflits et, en 1806, deux gardes-champêtres de d’Aguilar sont assassinés. Quatre Mossétans sont condamnés au bagne de Rochefort où ils meurent rapidement.

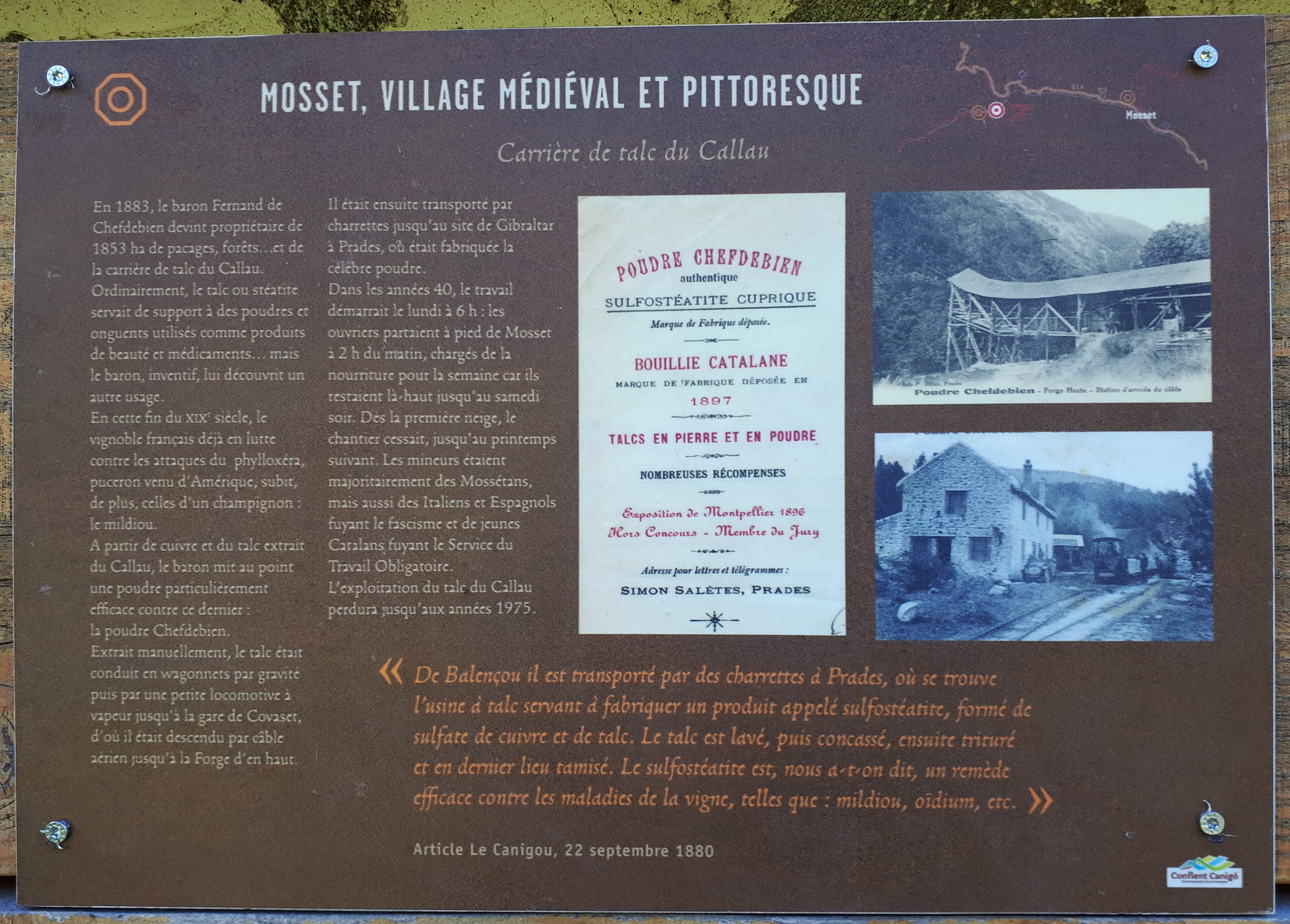
Plaque informative Refuge du Callau.

Il faut attendre l’année 1861 pour trouver une solution satisfaisante pour les deux parties, le cantonnement. Il consiste à transformer un territoire commun en deux territoires totalement indépendants : Mosset reçoit les vacants et la partie basse de la forêt. Et ainsi prend fin un différend de 561 ans qui a ses racines dans la constitution Stratae de Barcelone de l’an 1300. En 1861, la partie haute de la forêt est propriété de Rémy Jacomy, maître des forges des hauts-fourneaux de Ria. Vendue aux enchères en 1883, elle est reprise par le Baron de Chefdebien pour exploiter la carrière du Caillau et alimenter en talc l’usine de Prades. Elle aurait été proposée sans succès, à la commune de Mosset en 1952. Les descendants du Baron de Chefdebien la cèdent à la Caisse Centrale des Assurances Mutuelles Agricoles en 1957. Elle appartient en 2013 à la Mutuelle d’Assurance Groupama. Le domaine classé en zone Natura 2000 implique des engagements avec l’ONF (Office national des forêts) chargé de la cogestion de la forêt et avec l’ONCFS (Office national de la chasse et de la faune sauvage) dont les agents suivent les espèces sur le territoire.

## Politique et administration
À compter des élections départementales de 2015, la commune est incluse dans le nouveau canton des Pyrénées catalanes.

### Liste des maires
| Période | Période  | Identité         | Étiquette | Qualité |
| ------- | -------- | ---------------- | --------- | ------- |
| 1944    | 1945     | François Pujol   |           |         |
| 1945    | 1947     | Jean Not         |           |         |
| 1947    | 1983     | Louis Soler      |           |         |
| 1983    | 1995     | René Mestres     |           |         |
| 1995    | 2001     | Alain Siré       |           |         |
| 2001    | 2008     | Olivier Bétoin,  |           |         |
| 2008    | 2020     | Henri Sentenac,  |           |         |
| 2020    | En cours | Christian Triado |           |         |

## Population et société

### Démographie ancienne
La population est exprimée en nombre de feux (f) ou d'habitants (H).
| 1365 | 1378 | 1470 | 1515 | 1553 | 1709  | 1720 | 1767  | 1774    |
| ---- | ---- | ---- | ---- | ---- | ----- | ---- | ----- | ------- |
| 75 f | 45 f | 58 f | 25 f | 21 f | 174 f | 98 f | 990 H | 1 033 H |

| 1789  | - | - | - | - | - | - | - | - |
| ----- | - | - | - | - | - | - | - | - |
| 250 f | - | - | - | - | - | - | - | - |

Notes :
- 1515 : pour Mosset et Jau ;
- 1774 : pour Masset et la Carole ;
- 1789 : pour Mosset, Breses et la Carole.

### Démographie contemporaine
L'évolution du nombre d'habitants est connue à travers les recensements de la population effectués dans la commune depuis 1793. Pour les communes de moins de 10 000 habitants, une enquête de recensement portant sur toute la population est réalisée tous les cinq ans, les populations de référence des années intermédiaires étant quant à elles estimées par interpolation ou extrapolation. Pour la commune, le premier recensement exhaustif entrant dans le cadre du nouveau dispositif a été réalisé en 2004.

En 2022, la commune comptait 313 habitants, en évolution de +3,3 % par rapport à 2016 (Pyrénées-Orientales : +3,92 %, France hors Mayotte : +2,11 %).
| 1793  | 1800  | 1806  | 1821  | 1831  | 1836  | 1841  | 1846  | 1851  |
| ----- | ----- | ----- | ----- | ----- | ----- | ----- | ----- | ----- |
| 1 061 | 1 190 | 1 158 | 1 187 | 1 297 | 1 333 | 1 261 | 1 283 | 1 257 |

| 1856  | 1861  | 1866  | 1872  | 1876  | 1881 | 1886 | 1891 | 1896 |
| ----- | ----- | ----- | ----- | ----- | ---- | ---- | ---- | ---- |
| 1 260 | 1 214 | 1 208 | 1 129 | 1 063 | 968  | 962  | 849  | 859  |

| 1901 | 1906 | 1911 | 1921 | 1926 | 1931 | 1936 | 1946 | 1954 |
| ---- | ---- | ---- | ---- | ---- | ---- | ---- | ---- | ---- |
| 803  | 820  | 804  | 673  | 616  | 566  | 491  | 445  | 384  |

| 1962 | 1968 | 1975 | 1982 | 1990 | 1999 | 2004 | 2006 | 2009 |
| ---- | ---- | ---- | ---- | ---- | ---- | ---- | ---- | ---- |
| 330  | 289  | 269  | 234  | 266  | 293  | 307  | 302  | 295  |

| 2014 | 2019 | 2022 | - | - | - | - | - | - |
| ---- | ---- | ---- | - | - | - | - | - | - |
| 295  | 318  | 313  | - | - | - | - | - | - |

| selon la population municipale des années : | 1968 | 1975 | 1982 | 1990 | 1999 | 2006 | 2009 | 2013 |
| Rang de la commune dans le département      | 116  | 129  | 147  | 123  | 123  | 126  | 128  | 129  |
| Nombre de communes du département           | 232  | 217  | 220  | 225  | 226  | 226  | 226  | 226  |

### Manifestations culturelles et festivités
- Fête patronale : 7 janvier[54] ;
- Fête communale : 15 août[54].

Opéra Mosset
Opéra Mosset est une association qui présente chaque année un opéra moderne dans le village.
Cet opéra est dirigé par Albert Heijdens, interprété par des professionnels venant de toute l'Europe et des amateurs de la région.[réf. nécessaire]
Les précédents spectacles d'Opéra Mosset :
- 2003 : À propos du Barbier de Séville ;
- 2005 : Sacré Carmen ;
- 2007 : Don Quichotte ;
- 2008 : La flûte enchantée ;
- 2009 : Orphée & Orphée ;
- 2010 : Roméo et Juliette ;
- 2011 : Didon au gré des Flots.

### Sports
- Ancienne station de ski, au col de Jau, qui revendiquait le titre de plus petite d'Europe avec seulement deux pistes (1 200-1 600 m). Fermée au début des années 2000, les équipements sont actuellement toujours en place et posent divers problèmes écologiques[56].

## Économie

### Revenus
En 2018, la commune compte 150 ménages fiscaux, regroupant 296 personnes. La médiane du revenu disponible par unité de consommation est de 16 440 € (19 350 € dans le département).

### Emploi
|                | 2008   | 2013   | 2018   |
| -------------- | ------ | ------ | ------ |
| Commune        | 10,9 % | 13,9 % | 15,8 % |
| Département    | 10,3 % | 12,9 % | 13,3 % |
| France entière | 8,3 %  | 10 %   | 10 %   |

En 2018, la population âgée de 15 à 64 ans s'élève à 180 personnes, parmi lesquelles on compte 77 % d'actifs (61,2 % ayant un emploi et 15,8 % de chômeurs) et 23 % d'inactifs,. Depuis 2008, le taux de chômage communal (au sens du recensement) des 15-64 ans est supérieur à celui de la France et du département.
La commune fait partie de la couronne de l'aire d'attraction de Prades, du fait qu'au moins 15 % des actifs travaillent dans le pôle,. Elle compte 75 emplois en 2018, contre 81 en 2013 et 84 en 2008. Le nombre d'actifs ayant un emploi résidant dans la commune est de 113, soit un indicateur de concentration d'emploi de 66,2 % et un taux d'activité parmi les 15 ans ou plus de 53,5 %.
Sur ces 113 actifs de 15 ans ou plus ayant un emploi, 61 travaillent dans la commune, soit 54 % des habitants. Pour se rendre au travail, 74,8 % des habitants utilisent un véhicule personnel ou de fonction à quatre roues, 0,9 % les transports en commun, 15,7 % s'y rendent en deux-roues, à vélo ou à pied et 8,7 % n'ont pas besoin de transport (travail au domicile).

### Revenus de la population et fiscalité
En 2010, le revenu fiscal médian par ménage était de 16 156 €.

### Entreprises et commerces
L'Auberge de la Castellane, bistrot et restaurant.

## Culture locale et patrimoine

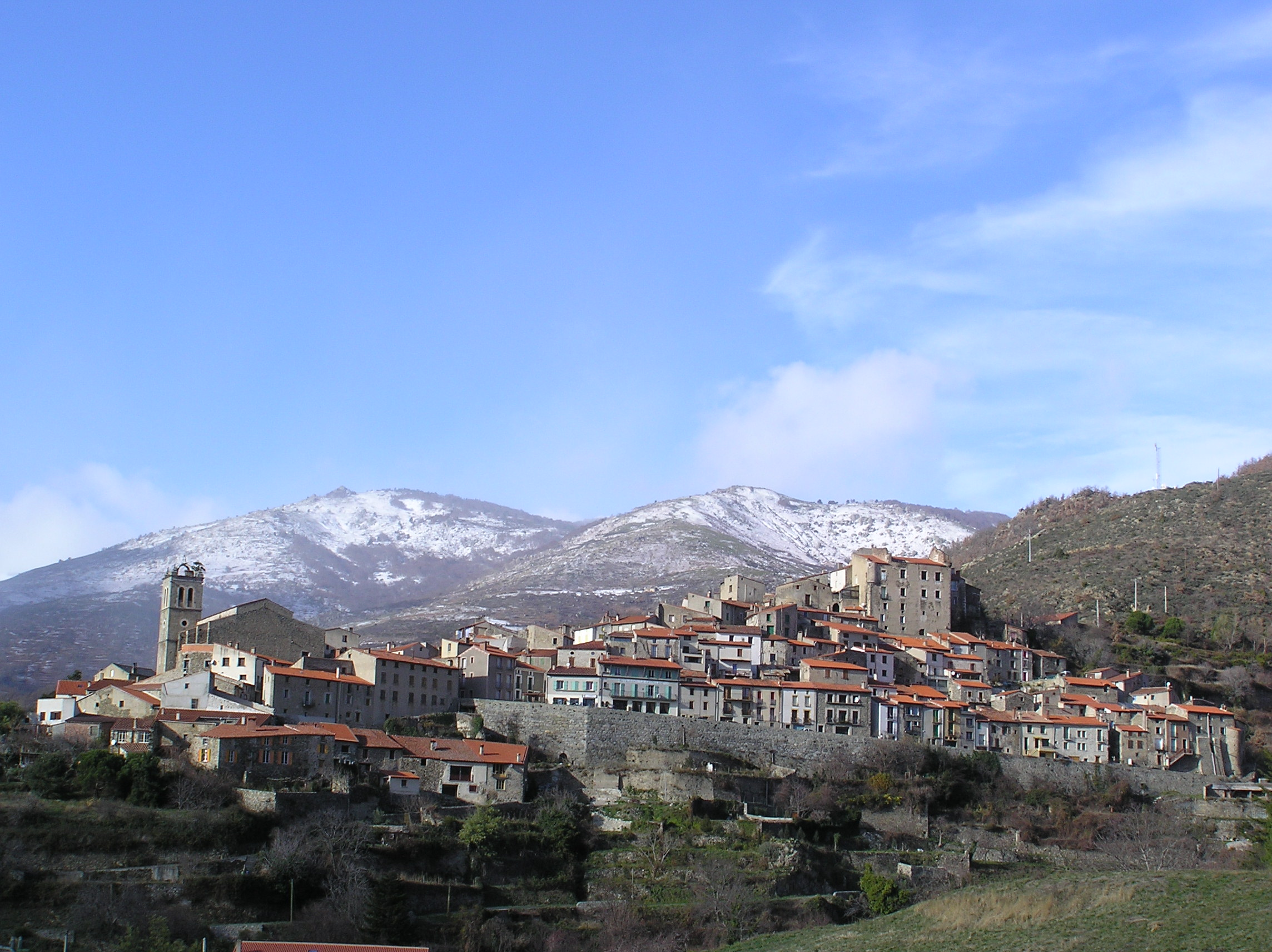
Le village au printemps
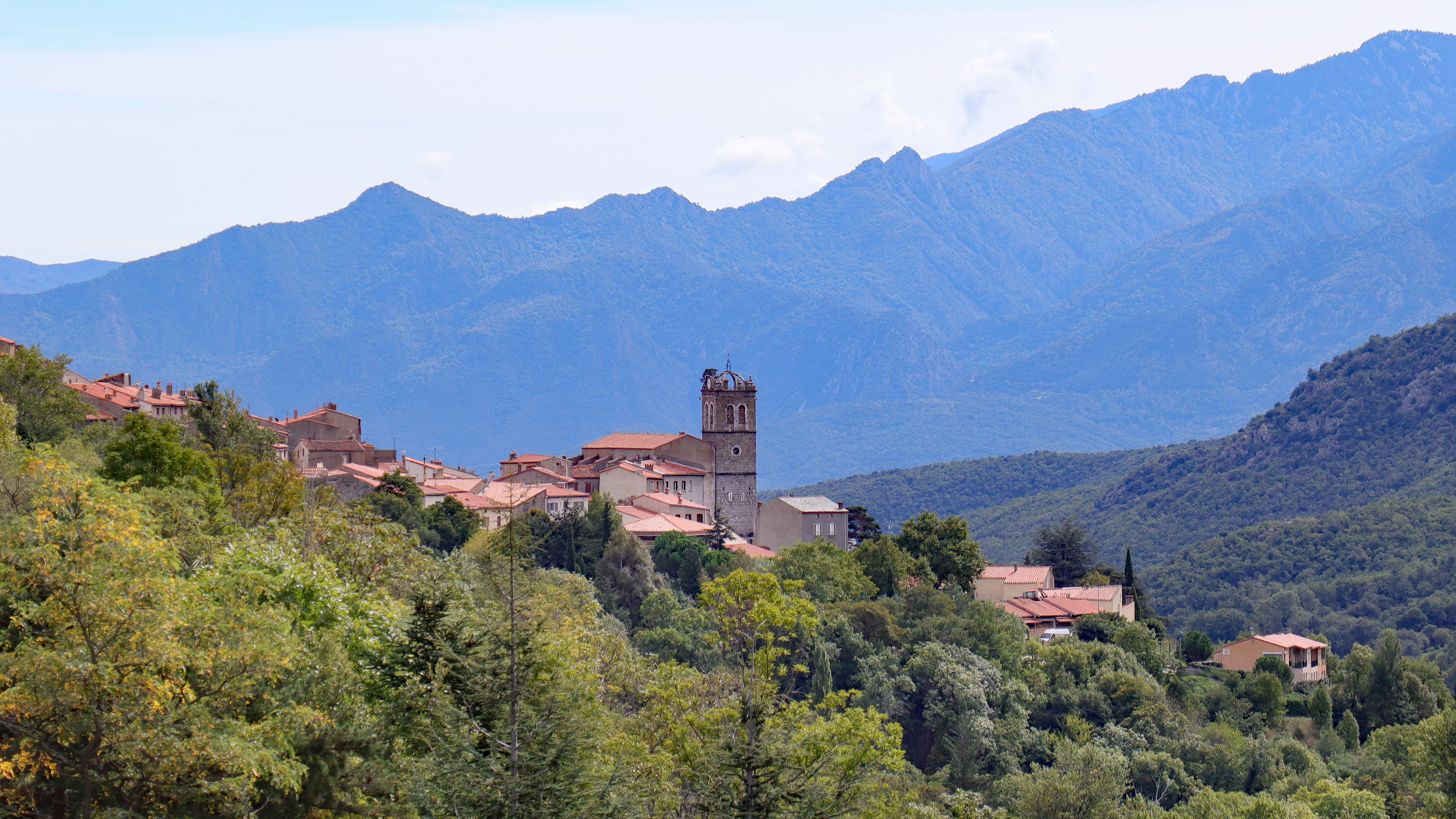
Mosset vu de l'ouest
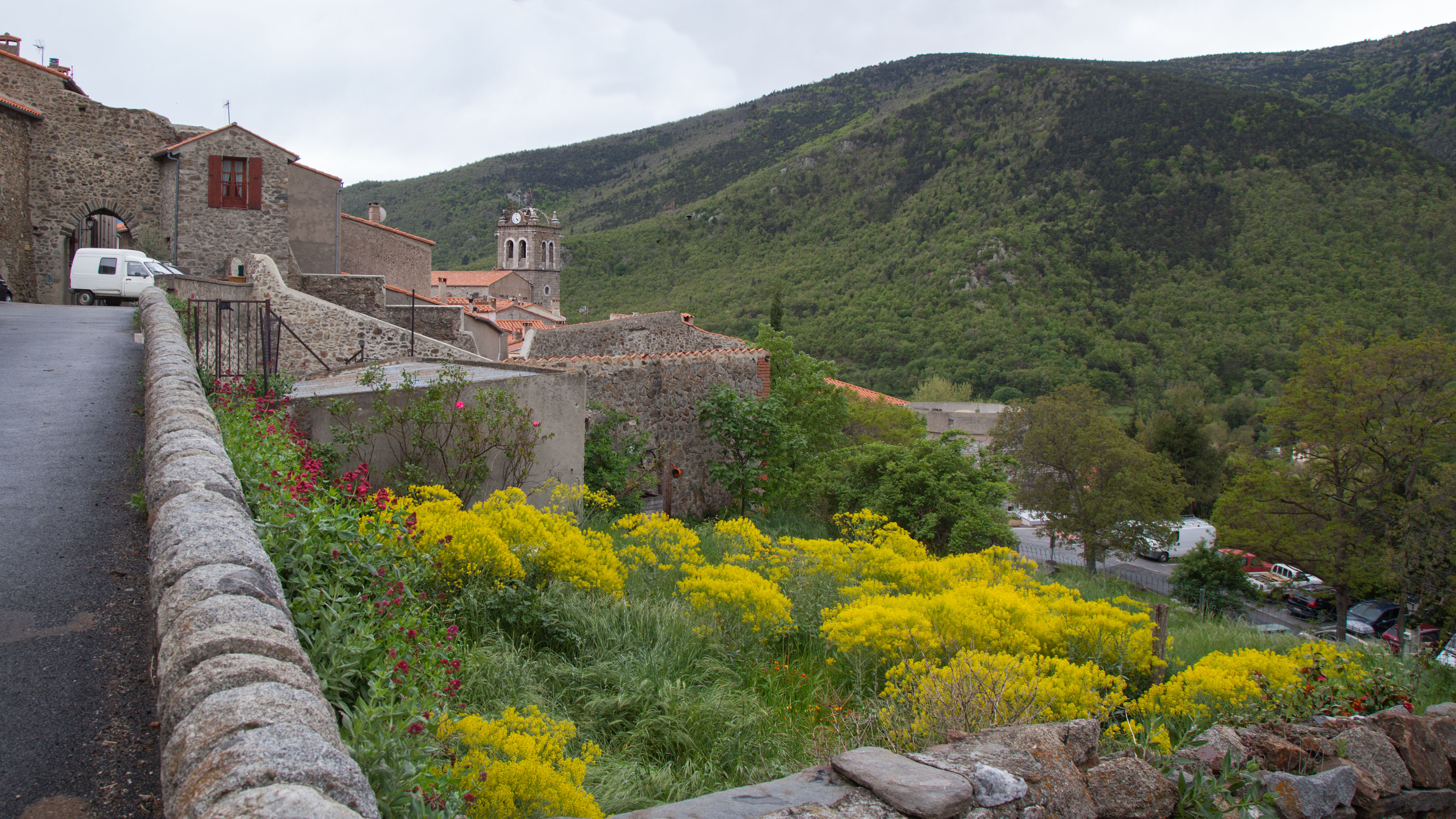
Porte ouest

### Monuments et lieux touristiques
- Le village a fait partie de l'association « Les Plus Beaux Villages de France », mais n'est plus labellisé à ce jour.
- Tour des parfums.
- Classé « cité d'Arts et d'Histoire ».
- Les restes de son château du XIe, aujourd'hui divisé en plusieurs demeures privées.
- La tour de Mascarda, tour de guet quadrangulaire à signaux datant de 1242 assurant la surveillance du col de Jau.
- L'église Saint-Julien-le-Vieux, église romane en ruines.
- La nouvelle église Saint-Julien et Sainte-Basilisse, construite à partir du XIVe siècle.
- Église Saint-Étienne de Breses.
- Abbaye Sainte-Marie de Jau, ancienne abbaye romane, en ruines.
- Église Sainte-Marie de Vedrinyans, de style roman également, actuellement appelée "La Capelleta".
- Chapelle Notre-Dame de Corbiac. L'édifice a été inscrit au titre des monuments historiques en 2000[58].
- Dolmen de Peyrelada.
- La roche gravée près du cortal de Joan Loyga pendant la peste en 1653.
- La roche gravée devant la bâtisse de Cobazet en 1862 portant les noms Lavila Pares.
- Le patrimoine hydraulique comprenant les anciennes forges (Farga de dalt/forge haute/farga de l'anech, farga de baix, Martinet de Claus/Martinet de la Carole, Forge nouvelle), les anciens moulins (moulin de la Ville, Moli d'Oli, moulin de Saury...), les centrales hydroélectriques (ancienne centrale communale et centrale "Coll") et les nombreux canaux d'irrigation.

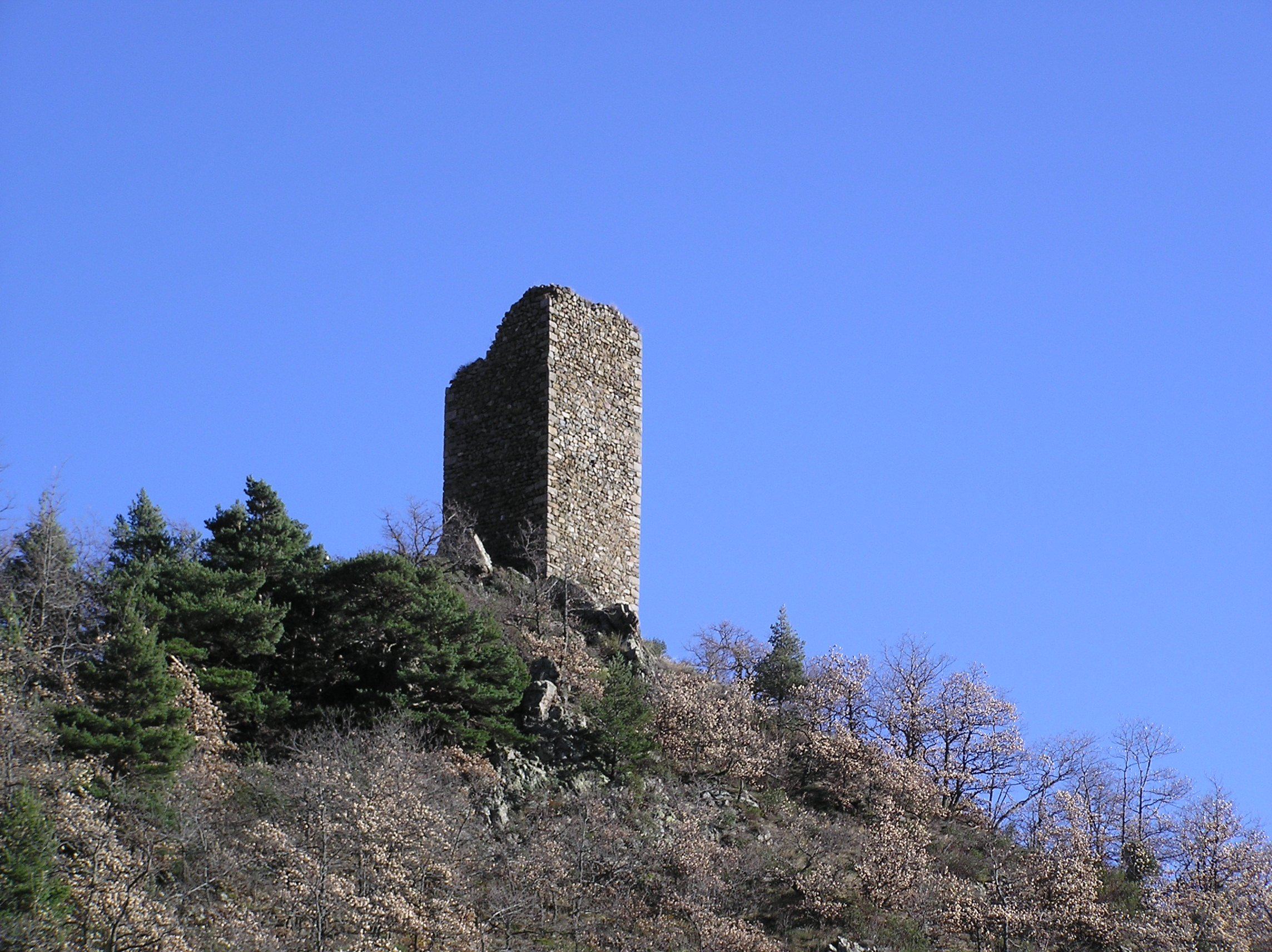
La tour de Mascarda
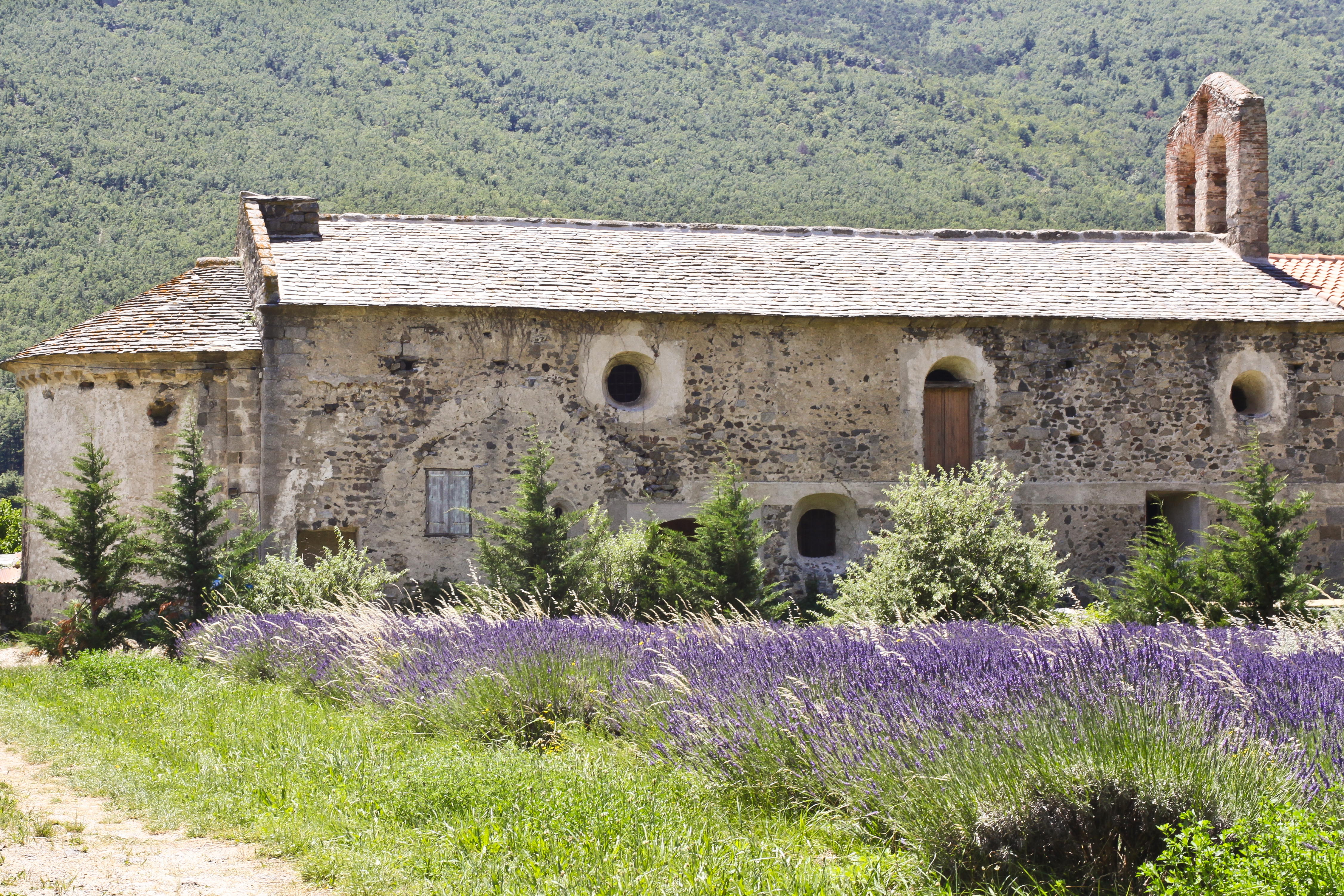
Chapelle Notre-Dame de Corbiac
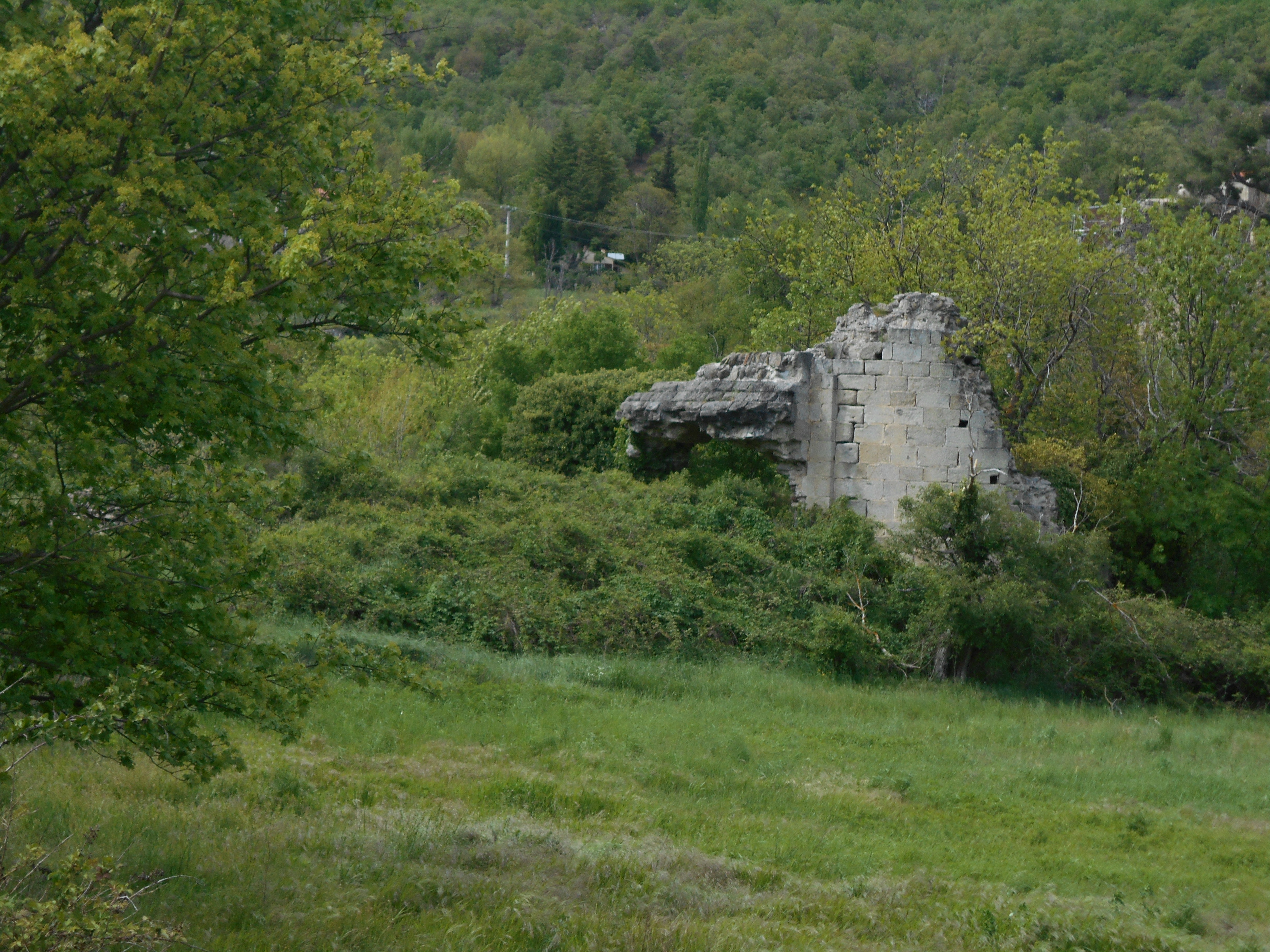
Église Saint-Julien-le-Vieux de Mosset
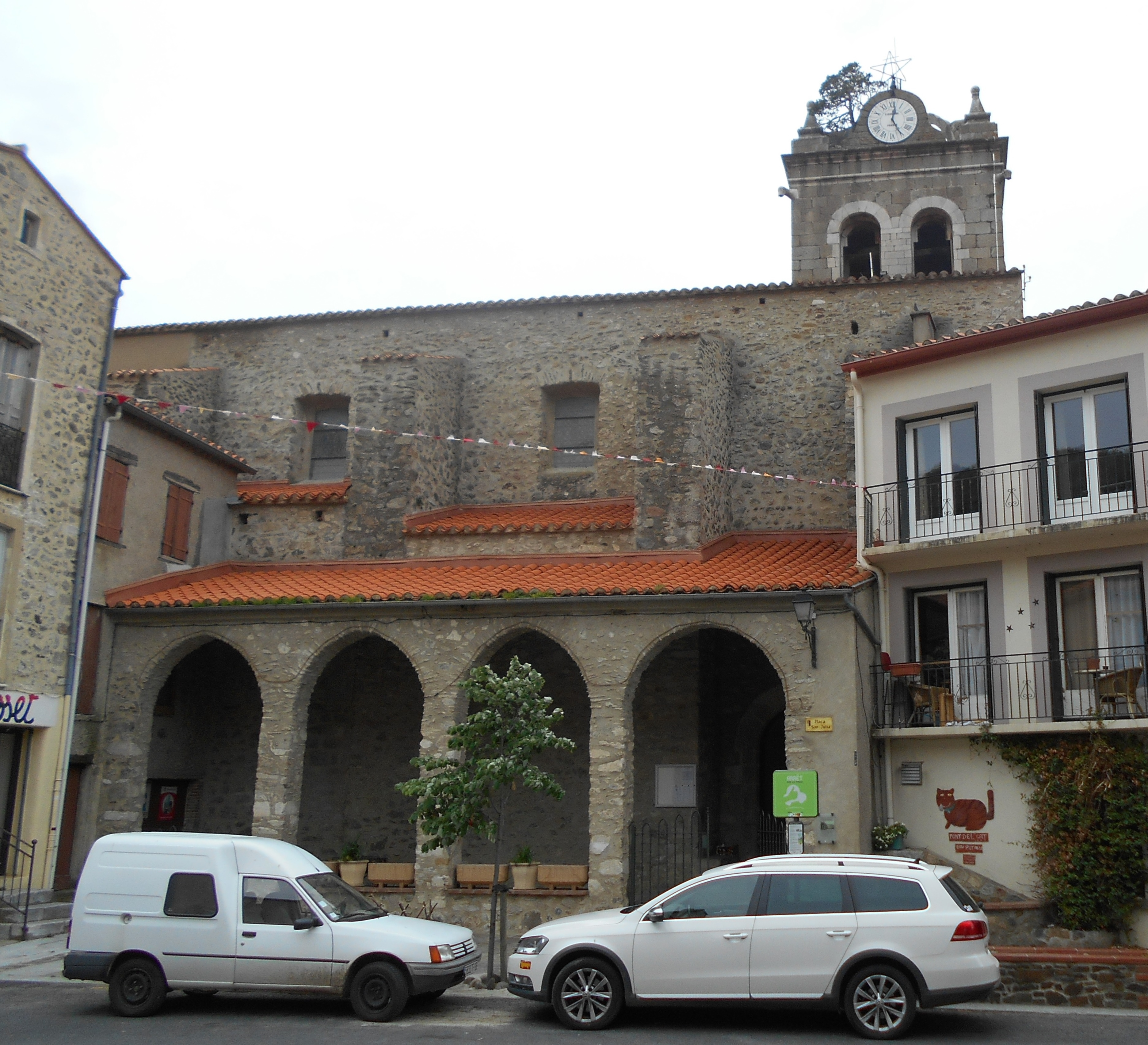
Église Saint-Julien-et-Sainte-Basilisse de Mosset
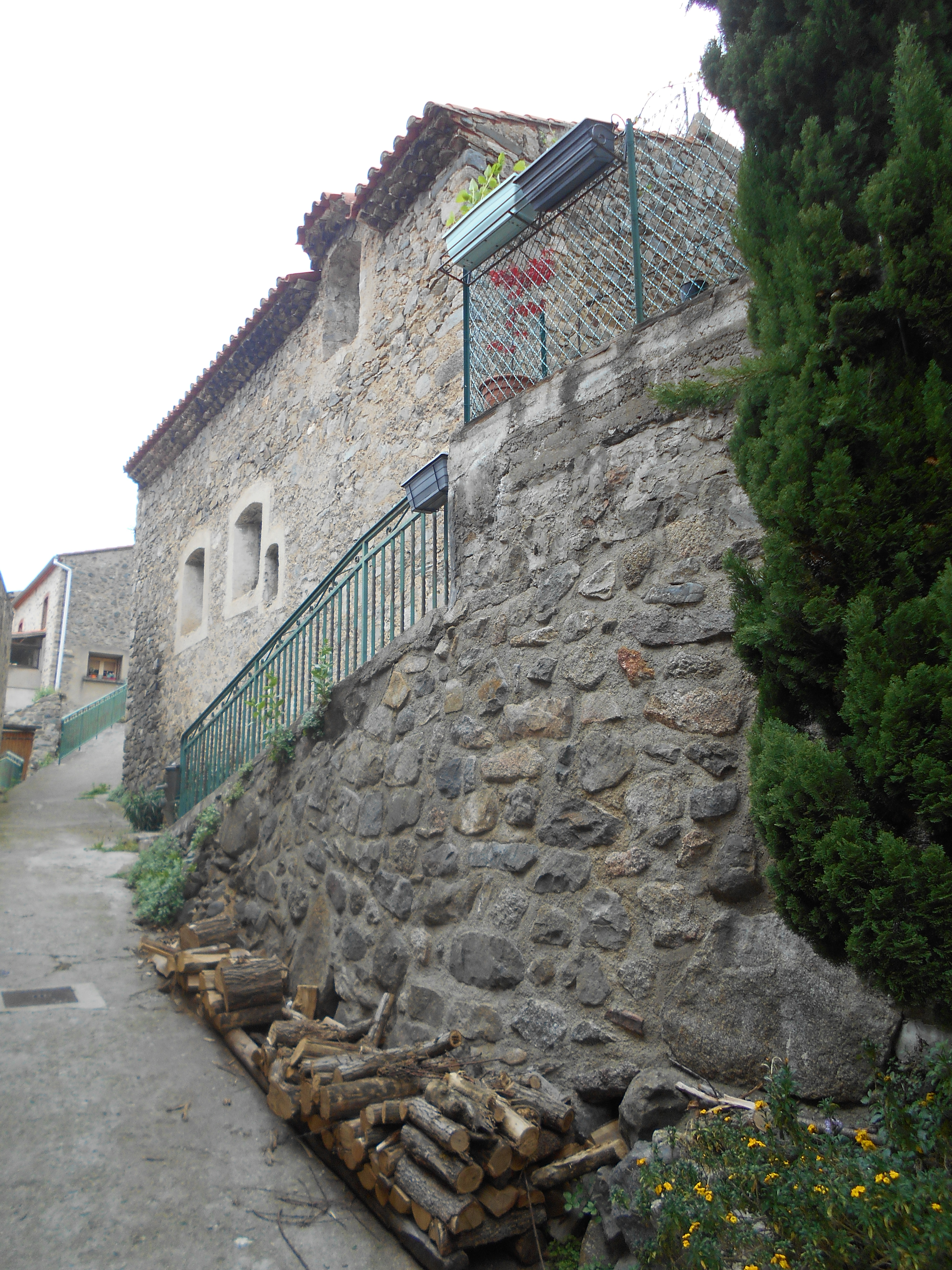
Église Sainte-Marie de Vedrinyans
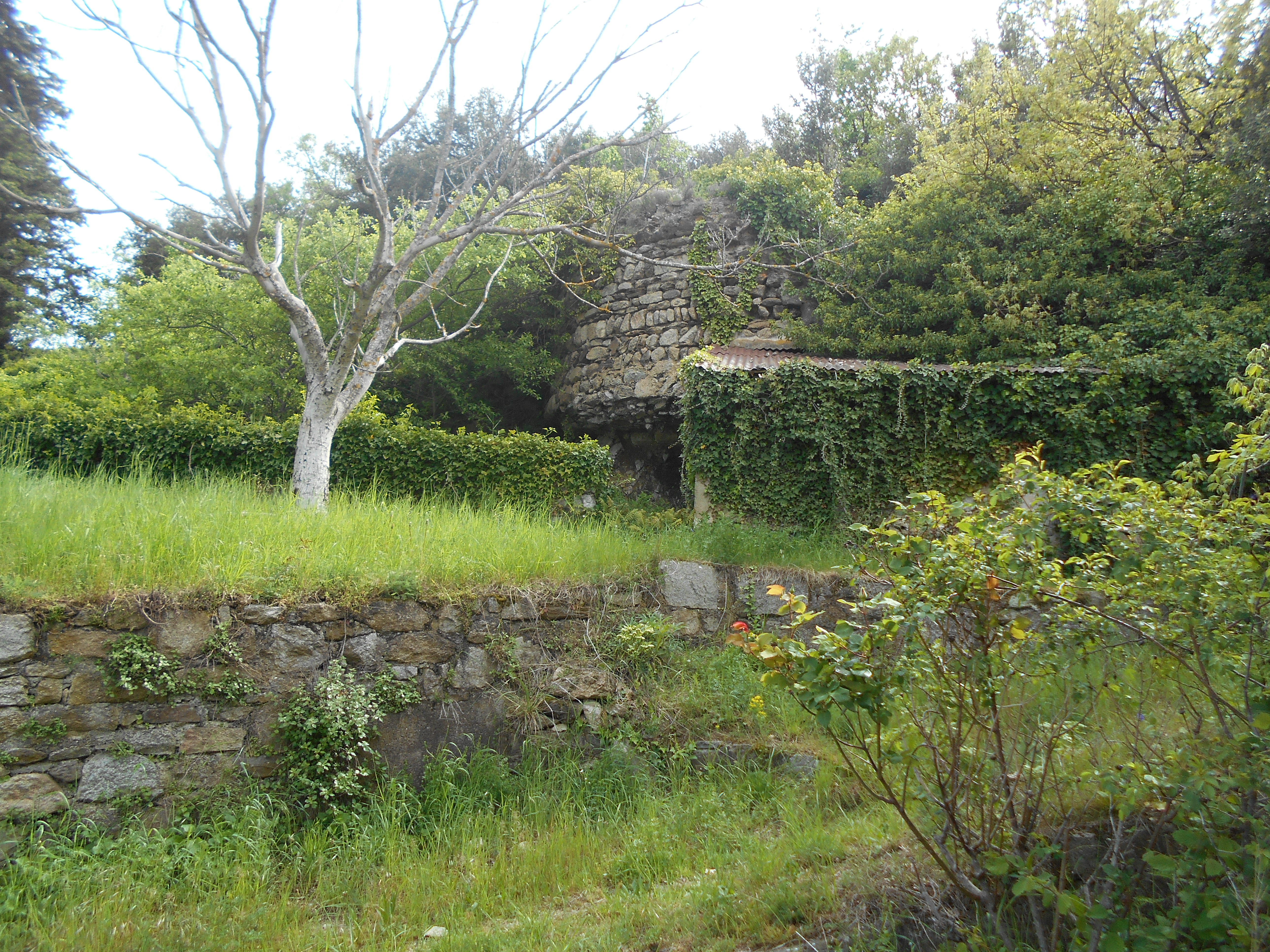
Église Saint-Étienne de Breses

### Personnalités liées à la commune
- Pierre d'Aguilar (1719-1790) : dernier seigneur de Mosset par son mariage et premier maire de Perpignan ;
- Sébastien Escanyé (1759-1832) : homme politique né à Mosset ;
- Jean-Antoine David (1767-1799) :militaire ayant libéré le village des Espagnols le 17 septembre 1793 ;
- Philippe Arbos (1882-1956) : géographe né à Mosset ;
- Jean Ville (1910-1989) : mathématicien originaire de Mosset ;
- Pitt et Yvès Krüger : créateurs et directeurs du centre éducatif de la Coume en 1934 ;
- Jean Borreil (1938-1992) : philosophe originaire de Mosset.

### Héraldique
| Blason de Mosset | Blason  | D'or à quatre pals de gueules, au chat hérissonné de sable, allumé d'argent, tenant une fusée spatiale au naturel dans sa bouche. |
| Blason de Mosset | Détails | Le statut officiel du blason reste à déterminer.                                                                                  |